# 90 Minutes in Heaven
90 Minutes in Heaven (bra: 90 Minutos no Paraíso) é um filme estadunidense de 2015, do gênero drama, escrito e dirigido por Michael Polish, baseado na autobiografia de Don Piper, 90 Minutes in Heaven: A True Story of Death & Life, escrita com Cecil Murphey.

## Sinopse
Em janeiro de 1989, a caminho de uma conferência no Texas, pastor Igreja Batista Don Piper (Hayden Christensen) sofre um grave acidente de carro. Quando os paramédicos chegam, ele é encontrado sem nenhum sinal de vida, porém uma hora e meia depois volta a viver, alegando que durante esse tempo conheceu o Paraíso.

## Elenco
- Hayden Christensen .. Don Piper
- Kate Bosworth .. Eva Piper
- Dwight Yoakam .. Jon
- Fred Thompson .. Jay B. Perkins
- Michael W. Smith .. Cliff McArdle
- Michael Harding .. Dick Onarecker
- Rhoda Griffis .. diretor Mary Neil

## Recepção
90 Minutes in Heaven recebeu críticas negativas dos críticos do Rotten Tomatoes, com 24% baseado nos votos de vinte e um críticos numa votação de 4/10. O Metacritic deu ao filme uma nota de 28 no máximo de 100 dos nove críticos.